# Aeroportul Prominent Hill
Aeroportul Prominent Hill (IATA: PXH, ICAO: YPMH) este un aeroport din Australia de Sud, Australia.
Situat la o altitudine de 227 m, aeroportul dispune de o singură pistă. Este operat de OZ Minerals⁠(d).